# Ben Lee (Geiger)
Ben Lee (* 1980 in Eastbourne, Sussex) ist ein britischer Violinist und Komponist.
Lee wurde als „weltweit schnellster E-Violinist“ bekannt, nachdem er im November 2010 Rimski-Korsakows Hummelflug in 58,5 Sekunden gespielt hatte.

## Frühes Leben
Mit elf Jahren gewann Lee in der TV-Show The Children’s Channel auf BskyB einen Wettbewerb und nahm seine erste Single bei Capital Radio auf. Er erhielt mehrere Stipendien an verschiedenen Musikschulen. Mit 16 wurde er mit dem Preis Daily Telegraph Young Jazz Composer of the Year ausgezeichnet.
Lee studierte von 1999 bis 2003 am Royal College of Music London Violine und Komposition von Filmmusik. Während des Studiums fand Lee Arbeit als Session-Musiker. Er nahm mit The Beta Band Heroes to Zeros auf. Es folgten Aufnahmen mit Razorlight, den Arctic Monkeys, Gorillaz, Emmy The Great, Goldfrapp und anderen. Er leitete zudem das Heritage Orchestra. 2005 gründete Lee das elektrische Streichquartett Eclipse.

## Fuse
Ende 2007 gründete Lee mit der Bandkollegin Linzi Stoppard das Violin-Duo Fuse. 2009 unterzeichneten FUSE einen Plattenvertrag mit Edel AG Records und veröffentlichen im folgenden Jahr ihr Debütalbum Fuse.
Im Sommer 2009 hatte Lee einen Verkehrsunfall; er wurde von einem Lastwagen angefahren und erlitt leichte Verletzungen an der rechten Hand und am Handgelenk. Linzi Stoppard schlug ihm im Rahmen seiner medizinischen Rehabilitation vor, den Guinness World Record als „schnellster Geiger“ zu brechen. Lee startete seinen ersten Versuch in The Alan Titchmarsh Show im britischen Fernsehen, verpasste ihn aber um drei Noten. Am 7. April konnte er den Rekord von David Garrett mit einer Zeit von 64,21 Sekunden brechen.
Im November 2010 brach Lee den Rekord erneut, diesmal auf einer elektrischen Violine mit 58,5 Sekunden.